# Ensemble 13
Das Ensemble 13 war ein auf zeitgenössische Musik spezialisiertes Ensemble aus Baden-Baden. Es ging 1973 aus dem Badischen Kammerorchester hervor und wurde von Manfred Reichert (1942–2018) gegründet. Das Ensemble trat regelmäßig bei zeitgenössischen Musikfestivals wie den Dresdner Tagen der zeitgenössischen Musik auf. Seit 1997 war das ZKM Karlsruhe Wirkungsstätte des Ensembles. Nach Reicherts Weggang 2007 löste sich die Gruppe auf.

## Auszeichnungen
- 1999 Schneider-Schott-Musikpreis Mainz

## Diskographie (Auswahl)
- 1992: Wolfgang Rihm: Kein Firmament (1988) für 14 Spieler (CPO)
- 1993: John Cage: Thirteen (Für 13 Instrumente) (CPO)
- 1996: Detlev Müller-Siemens: Konzert Für Klavier Und Orchester (WERGO)
- 1996: Nicolaus Richter de Vroe: Variationen über einen Ländler von Schubert (WERGO)